# Lorenz Birngruber
Lorenz Wilhelm Karl Birngruber (* 23. August 1885 in Bamberg; † 11. Oktober 1966 in Söcking (Starnberg)) war ein bayerischer Ministerialbeamter und  Gründer der Bayerischen Kriegsblindenstiftung.

## Werdegang
Der Schreiner Birngruber leistete während des Ersten Weltkriegs Kriegsdienst als Offizier-Stellvertreter. Am 4. September 1916 erlitt er bei der Schlacht um Verdun eine schwere Verwundung und verlor sein Augenlicht. Während der folgenden Lazarettaufenthalte eignete er sich die Grundbegriffe der Blindenschrift an. Gemeinsam mit anderen Kriegsblinden entwickelte er die Umschulungsmethode für Kriegsblinde.
Mitte 1918 trat er in den bayerischen Staatsdienst ein. Er war zunächst im Staatsministerium für militärische Angelegenheiten tätig und nach dessen Auflösung im Staatsministerium für Arbeit und soziale Fürsorge. 1923 wurde er verbeamtet und war dann bis zum Eintritt in den Ruhestand als Sachbearbeiter auf dem Gebiet der Kriegsblindenfürsorge tätig.
1924 initiierte er die Gründung der Bayerischen Kriegsblindenstiftung. Sie erwarb den Schormerhof in Söcking, der zu einem Kriegsblindenerholungsheim ausgebaut wurde. Birngruber war lange Jahre Leiter des Sanatoriums und Vorsitzender des Landesverbandes Bayern des Bundes der Kriegsblinden.

## Familie
Birngruber war verheiratet mit Margarete, geborene Frank und hatte einen Sohn Hans.

## Ehrungen
- 1. August 1955: Verdienstkreuz (Steckkreuz) der Bundesrepublik Deutschland
- 23. August 1965: Bayerischen Verdienstorden

## Quelle
- Bundesarchiv B 122/38470
- Walter Bartl: Stadtarchiv Bayreuth. Findmittel. Gesuche um Ausstellung von Verehelichungszeugnissen 1875–1915. S. 48, pdf

| Personendaten    | Personendaten                   |
| ---------------- | ------------------------------- |
| NAME             | Birngruber, Lorenz              |
| ALTERNATIVNAMEN  | Birngruber, Lorenz Wilhelm Karl |
| KURZBESCHREIBUNG | deutscher Ministerialbeamter    |
| GEBURTSDATUM     | 23. August 1885                 |
| GEBURTSORT       | Bamberg                         |
| STERBEDATUM      | 11. Oktober 1966                |
| STERBEORT        | Söcking (Starnberg)             |